# Tomichia tristis
Tomichia tristis is een slakkensoort uit de familie van de Pomatiopsidae. De wetenschappelijke naam van de soort is voor het eerst geldig gepubliceerd in 1889 door Morelet.